# Blåssektion
Blåsektion (eng horn section) är inom populärmusiken en grupp musiker som spelar blåsinstrument inom ramen för en större grupp. Blåssektioner används ofta i funk, rhythm and blues och soul, och även i vissa typer av pop och rock.
Blåssektioner kan ingå som en integrerad del av ett band, finnas som en resurs knuten till en viss studio (som Memphis Horns vid Muscle Shoals Studios) eller sättas ihop av individuella studiomusiker för enstaka produktioner. Det förekommer även att en blåssektion som normalt ingår i ett visst band samarbetar med andra artister som en enhet; Tower of Powers blåssektion har till exempel ofta anlitats av andra musiker.

## Sammansättning
En blåssektion består vanligtvis av 3-5 musiker, men både större och mindre sektioner förekommer. De vanligaste instrumenten är saxofon, trumpet och trombon.

## Kända band med blåssektioner
- Blood, Sweat & Tears
- Blues Brothers
- Chicago
- Earth, Wind & Fire
- The J.B.'s, kompband till James Brown
- Little Mike & The Sweet Soul Music Band
- Tower of Power